# I Know Who Holds Tomorrow
I Know Who Holds Tomorrow è un album in studio di Alison Krauss & The Cox Family, pubblicato nel 1994.

## Tracce
1. Walk over God's Heaven (Thomas A. Dorsey) – 2:57
2. Will There Be Any Stars (tradizionale) – 3:12
3. Where No One Stands Alone (Merle Haggard, Mosie Lister) – 3:00
4. Never Will Give Up (David Marshall) – 3:42
5. Remind Me Dear Lord (trad., Dottie Rambo) – 3:25
6. I Know Who Holds Tomorrow (Ira Stanphill) – 5:03
7. Everybody Wants to Go to Heaven (Loretta Lynn) – 2:47
8. I'd Rather Have Jesus (George Beverly Shea, Rhea F. Miller) – 3:17
9. Far Side Bank of Jordan (Terry Smith) – 3:22
10. In the Palm of Your Hand (Ron Block) – 3:24
11. Loves Me Like a Rock (Paul Simon) – 3:03
12. Jewels (George F. Root, William Cushing) – 2:56

## Premi
- Grammy:
  - 1995: "Grammy Award for Best Southern, Country or Bluegrass Gospel Album"